# Новотавричеська сільська рада
Новотавричеська сільська рада — колишній орган місцевого самоврядування у Оріхівському районі (з 2020 року — Запорізький район) Запорізької області з адміністративним центром у селищі Новотавричеське.

## Загальні відомості
4 березня 1974 року утворена Новотавричеська свльська рада.
17 липня 2020 року, в результаті адміністративно-територіальної реформи та ліквідації Оріхівського району, селище Новотавричеське увійшло до складу Запорізького району.

## Населені пункти
Сільській раді підпорядковувалися населені пункти:
- с-ще Новотавричеське
- с. Вільне
- с-ще Кирпотине
- с. Оленівка
- с. Тарасівка.

## Склад ради
Рада складалася з 16 депутатів та голови.

### Керівний склад ради
| ПІБ                          | Основні відомості                                                         | Дата обрання | Дата звільнення |
| ---------------------------- | ------------------------------------------------------------------------- | ------------ | --------------- |
| Слівінський Андрій Дмитрович | Сільський голова, 1962 року народження, освіта, безпартійний              | 26.03.2006   | 31.10.2010      |
| Слівінський Андрій Дмитрович | Сільський голова, 1962 року народження, освіта вища, член Партії регіонів | 31.10.2010   |                 |

Примітка: таблиця складена за даними джерела